# Alain Gest
Pour les articles homonymes, voir Gest (homonymie).
Alain Gest, né le 27 décembre 1950 à Amiens (Somme), est un homme politique français. Il est l'actuel président d'Amiens Métropole

## Biographie

### Origines et études
Fils d’un journaliste sportif du Courrier picard, Alain Gest passe les premières années de sa vie dans sa ville natale d’Amiens. Élève au lycée Louis-Thuillier, il poursuit des études de droit à la faculté d’Amiens et obtient une maîtrise de droit privé en 1975.
Joueur de tennis de table de niveau national, il consacre beaucoup de temps à cette activité, devenant entraîneur puis président de la ligue de Picardie, mais il démissionne de ses fonctions le jour de son élection au Conseil régional de Picardie en 1986.

### Engagement politique et parcours professionnel
Alain Gest entre d’abord en politique en réaction à Mai 68. Il crée un mouvement lycéen à Amiens et s’inscrit à la FNEF, syndicat étudiant rival de l’UNEF. Entre 1970 et 1972, il en est le président de la fédération picarde et entre au comité national.
En 1975, enthousiasmé par la campagne électorale de Valéry Giscard d’Estaing de 1974, il adhère à la Fédération nationale des républicains et indépendants (FNRI) qui devient le Parti républicain (PR) le 19 mai 1977.
Chargé de mission du Parti républicain dès 1978, il a la responsabilité des régions Picardie, Basse et Haute-Normandie. Chargé d’animer les fédérations, de préparer les échéances électorales et de diriger certaines campagnes, il collabore étroitement avec le ministre de l’intérieur Michel Poniatowski.
L’élection présidentielle de 1981, favorable à la gauche, est synonyme de défaite pour les partisans de Valéry Giscard d’Estaing. Contraint d’entrer dans la société civile, Alain Gest est employé comme assistant marketing aux Galeries du papier peint le 1er juillet 1981 ; il quitte l'entreprise en 1983 comme directeur du marketing. Cette même année, il prend un poste de professeur d’économie et de gestion au lycée de La Sainte-Famille à Amiens. Dans le même temps, il monte un cabinet de formation professionnelle avec un ami.

### Carrière politique
Résidant à Amiens les trente premières années de sa vie, Alain Gest se marie en 1980 et part habiter dans la commune de son épouse, dans le canton de Corbie.
En 1985, il obtient son premier mandat comme conseiller général du canton de Corbie sous l’étiquette UDF.
En 1986, il devient conseiller régional de Picardie et en préside la commission des finances.
En 1993, il se présente aux élections législatives dans la 6e circonscription de la Somme où le canton de Corbie représente 20 % des voix. Le 28 mars 1993, il obtient son premier mandat de député. Battu aux législatives de 1997 par Jacques Fleury (PS), il remporte de nouveau cette circonscription le 16 juin 2002 sous l’étiquette UMP puis est réélu, avec seulement 712 voix d’écart sur le candidat socialiste, le 17 juin 2007.
Nommé président de la première commission d’enquête sur les sectes à l’Assemblée nationale en 1995, il est également rapporteur de deux projets de loi et porte-parole de l’UMP sur certains textes législatifs.
Président du Conseil général de la Somme de mars 2001 à mars 2004, il est mis à mal dans une triangulaire avec le FN aux cantonales de 2004. Il perd le canton de Corbie dont il avait la charge depuis 1985.
Le 4 février 2009, sur proposition du ministre de l'Écologie Jean-Louis Borloo, le Conseil des ministres le nomme à la présidence du conseil d'administration des Voies navigables de France (VNF).
En 2012, il se présente aux élections législatives dans la 4e circonscription de la Somme. Le 17 juin 2012, les résultats du second tour le donne vainqueur face à la candidate socialiste Catherine Quignon.
Le 2 juillet 2013, il est investi par la commission nationale d'investiture de l’UMP comme candidat aux élections municipales à Amiens de mars 2014. À la suite d'un accord passé avec Brigitte Fouré, la candidate investie par l'UDI, il est décidé que cette dernière conduise la liste d'union de la droite et qu'en cas de victoire la présidence de la Communauté d'agglomération d'Amiens Métropole soit confiée à Alain Gest. Engagé dans la préparation de cette échéance, il annonce le 28 novembre 2013 ne pas se représenter à la tête des Voies navigables de France.
Le 30 mars 2014, Brigitte Fouré remporte les élections municipales à Amiens avec 50,39 % des voix. Le 4 avril 2014, elle est élue maire de la ville tandis qu'il est nommé 6e adjoint délégué aux relations internationales, anciens combattants et voirie. Le 17 avril 2014, conformément à l'accord passé avec Brigitte Fouré, il est proposé comme président d'Amiens Métropole et est élu par le conseil communautaire.
Il soutient Nicolas Sarkozy pour la primaire présidentielle des Républicains de 2016.
En mars 2017, la loi sur le non-cumul des mandats l'oblige à faire un choix entre ses mandats nationaux et locaux. Il décide de rester président d'Amiens Métropole plutôt que de se représenter aux élections législatives dans la 4e circonscription de la Somme. En juin 2017, il annonce sa démission de la présidence de la fédération des Républicains de la Somme qu'il dirigeait depuis 2010 pour pouvoir se consacrer exclusivement à Amiens et à son agglomération.
Il est un fervent soutien de Xavier Bertrand lors du Congrès LR de 2021 qui avait pour but de désigner le candidat LR à la présidentielle. Xavier Bertrand ayant perdu ce congrès, Alain Gest apporte finalement son soutien à Valérie Pécresse.
Il soutient la candidature d'Aurélien Pradié à la présidence de LR lors du congrès de 2022.

## Fonctions électives

### Mandats en cours
- Président de la Communauté d'agglomération Amiens Métropole depuis le 17 avril 2014 ;
- Adjoint au maire d'Amiens, chargé des relations internationales, des anciens combattants et de la voirie du 4 avril 2014 au 2 juillet 2020 [7] ;
- Adjoint au maire d'Amiens, délégué à l’Accueil des nouveaux Amiénois et aux Relations extérieures depuis le 3 juillet 2020 [12] ;

### Anciens mandats et fonctions à l'Assemblée nationale
- Député de la 6e circonscription de la Somme de 1993 à 1997 et de 2002 à 2012
  - Élu le 28 mars 1993 - Mandat du 2 avril 1993 (élections générales) au 21 avril 1997 (Fin de législature)
  - Réélu le 16 juin 2002 - Mandat du 19 juin 2002 (élections générales) au 19 juin 2007 (Fin de législature)
  - Réélu le 17 juin 2007 - Mandat du 20 juin 2007 (élections générales) au 19 juin 2012 (Fin de législature)

Secrétaire de l'Assemblée nationale du 1er octobre 2008 au 5 octobre 2010, vice-président de la commission d’enquête sur l’influence des sectes, membre de la mission fin de vie 2008, président du groupe de travail de la commission sur l’environnement.
- Député de la 4e circonscription de la Somme de 2012 à 2017
  - Élu le 17 juin 2012 - Mandat du 20 juin 2012 (élections générales) au 20 juin 2017 (Fin de législature)

### Anciens mandats locaux
- Conseiller municipal et adjoint au maire d'Heilly de 1989 à 2001 (ne s’est pas représenté) 
  - du 19 mars 1989 au 18 juin 1995 : adjoint au maire.
  - du 26 juin 1995 au 10 mars 2001 : adjoint au maire
- Conseiller général de la Somme (canton de Corbie) de 1985 à 2004
  - du 18 mars 1985 au 29 mars 1992 : membre du conseil général. 1988 : vice-président chargé des relations avec les collectivités
  - du 30 mars 1992 au 22 mars 1998 : vice-président du conseil général chargé de l’environnement
  - du 23 mars 1998 au 18 mars 2001 : vice-président du conseil général chargé de l’économie et des N.T.I.C
  - du 23 mars 1998 au 28 mars 2004 : membre du conseil général
- Président du conseil général de la Somme du 23 mars 2001 au 28 mars 2004
- Conseiller régional de Picardie de 1986 à 1993 et de 1998 à 2002
  - du 17 mars 1986 au 22 mars 1992 : membre du conseil régional. 1986 : président de la commission des finances. 1990 : président délégué de l’Agence régionale pour l’environnement
  - du 23 mars 1992 au 30 mai 1993 : vice-président du conseil régional chargé de l’environnement
  - du 16 mars 1998 au 30 juillet 2002 : membre du conseil régional
- Président du comité d’expansion de 1999 à 2004
- Président de la fédération des Républicains de la Somme de 2010 à 2017

### Autres fonctions
- Président du conseil d'administration des Voies navigables de France de 2009 à novembre 2013[13].

## Décorations
- Chevalier de la Légion d'honneur

## Publications
- Alain Gest, Sectes : une affaire d'État, Val De France, 1999, 191 p. (ISBN 2-84382-028-6).
- Alain Gest, Le cœur et la raison, Senfina, 2013 (ISBN 1091971080).